# Districte de Sarpang
El Districte de Sarpang és un dels 20 districtes que formen el regne de Bhutan. La regió està situada a la part central del sud del país, limitant amb els districtes de Dagana i Tsirang per la part oest, i amb els districtes de Trongsa i Zhemgang per la part est. La part del sud del districte limita amb l'estat indi d'Assam. Té una superfície de 1946 km², una altitud que va des dels 36 fins als 4.751 metres sobre el nivell del mar i una població de 46.004 habitants (2017). La seva capital és Sarpang, amb una població de 10.416 habitants (2013), convertint-se així amb la 6a ciutat més poblada del país. El districte està format per 12 municipis (anomenats gewogs): Senggye, Gakidling, Shompangkha, Dekidling, Samtenling, Gelephu, Chhudzom, Jigmecholing, Sershong, Chhuzanggang, Tareythang i Umling.
La regió és una de les 3 portes d'entrada a Bhutan des de l'Índia a través de Gelephu, gràcies a això, ha estat una de les zones de desenvolupament social i econòmics del país, convertint-se en un centre comercial abastant districtes fronterers com Trongsa, Zhemgangm, Tsirang i Dagna. Antigament era un punt important per la governació ja que està situat en una posició estratègica i ha funcionat com a seu de l'administració de la part sud del país.
L'idioma principal que es parla al districte és el nepalès, una llengua indoeuropea parlada per la comunitat lhotshampa. La llengua bodish kheng oriental també es parla a l'extrem nord-oest del districte.
Gran part del districte de Sarpang està cobert per zones protegides, parcs naturals i corredors biològics que els connecten. El gewog de Senggye, a la part oriental del districte i tocant a la frontera amb l'Índia, trobem el Santuari de Vida Salvatge de Phibsoo; a la part del nord, al districte de Jigmecholing, trobem una part del Parc Nacional de Jigme Singye Wangchuck; i a la part més oriental del districte, el Parc nacional reial de Manas, ocupant els gewogs de Jigmecholing, Tareythang i Umling.
L'agricultura és una part important dins l'economia de la regió. S'hi cultiven cereals com el blat de moro o el mill, la mostassa, les mongetes, el gingebre, el cardamom, les nous d'areca, les mandarines, els litxis o els plàtans.